# Notiphila uliginosa
Notiphila uliginosa är en tvåvingeart som beskrevs av Alexander Henry Haliday 1839. Notiphila uliginosa ingår i släktet Notiphila och familjen vattenflugor. Arten har ej påträffats i Sverige. Inga underarter finns listade i Catalogue of Life.